# Hierodula gracilicollis
Hierodula gracilicollis es una especie de mantis de la familia Mantidae.

## Distribución geográfica
Se encuentra en Tailandia y Borneo.